# Ferècrates
Ferècrates (Pherecrates, Φερεκράτης) fou un poeta grec de la vella comèdia contemporani de Cratí d'Atenes, Crates, Èupolis, Plató i Aristòfanes. Havia estat actor de les obres de Crates. Va obtenir la seva primera victòria en un concurs el 438 aC. Va inventar un nou metre que fou anomenat metre ferecràtic.
Un autor anònim sobre escriptors de comèdies diu que va escriure 18 comèdies i Suides i Eudòxia en donen 16. Meineke després d'una anàlisi crítica en dona 15:
- Αγριοι
- Αὐτόμολοι
- Γρα̂ες
- Δουλοδιδάσκαλος
- ̓Επιλήσμων ἢ Θάλαττα
- ̓Ιπνὸς ἢ Παννυχίς
- Κοριαννώ
- Κραπάταλοι
- Λη̂ροι
- Μυρμηκάνθρωποι
- Πετάλη
- Τυραννίς
- Ψευδηρακλη̂ς